# Cerkiew Opieki Matki Bożej i Poczajowskiej Ikony Matki Bożej w Bielance
Cerkiew pod wezwaniem Opieki Matki Bożej i Poczajowskiej Ikony Matki Bożej – prawosławna cerkiew parafialna w Bielance. Należy do dekanatu Gorlice diecezji przemysko-gorlickiej Polskiego Autokefalicznego Kościoła Prawosławnego.
Cerkiew znajduje się w Bielance, w gminie Gorlice, powiecie gorlickim, województwie małopolskim.
Przygotowania do budowy parafialnej świątyni prawosławnej w Bielance rozpoczęły się w 2010, po przyznaniu zabytkowej cerkwi Opieki Matki Bożej (znajdującej się w tej miejscowości) Kościołowi greckokatolickiemu. Budowniczym nowej, murowanej cerkwi był Tadeusz Batory, prezes firmy CERTUS. 23 czerwca 2012 wmurowano kamień węgielny pod świątynię. Budowa obiektu trwała 2 lata. Poświęcenia gotowej cerkwi dokonał 7 września 2014 metropolita Sawa w asyście arcybiskupów przemyskiego i nowosądeckiego Adama, lubelskiego i chełmskiego Abla, białostockiego i gdańskiego Jakuba oraz biskupów gorlickiego Paisjusza, siemiatyckiego Jerzego i supraskiego Grzegorza.

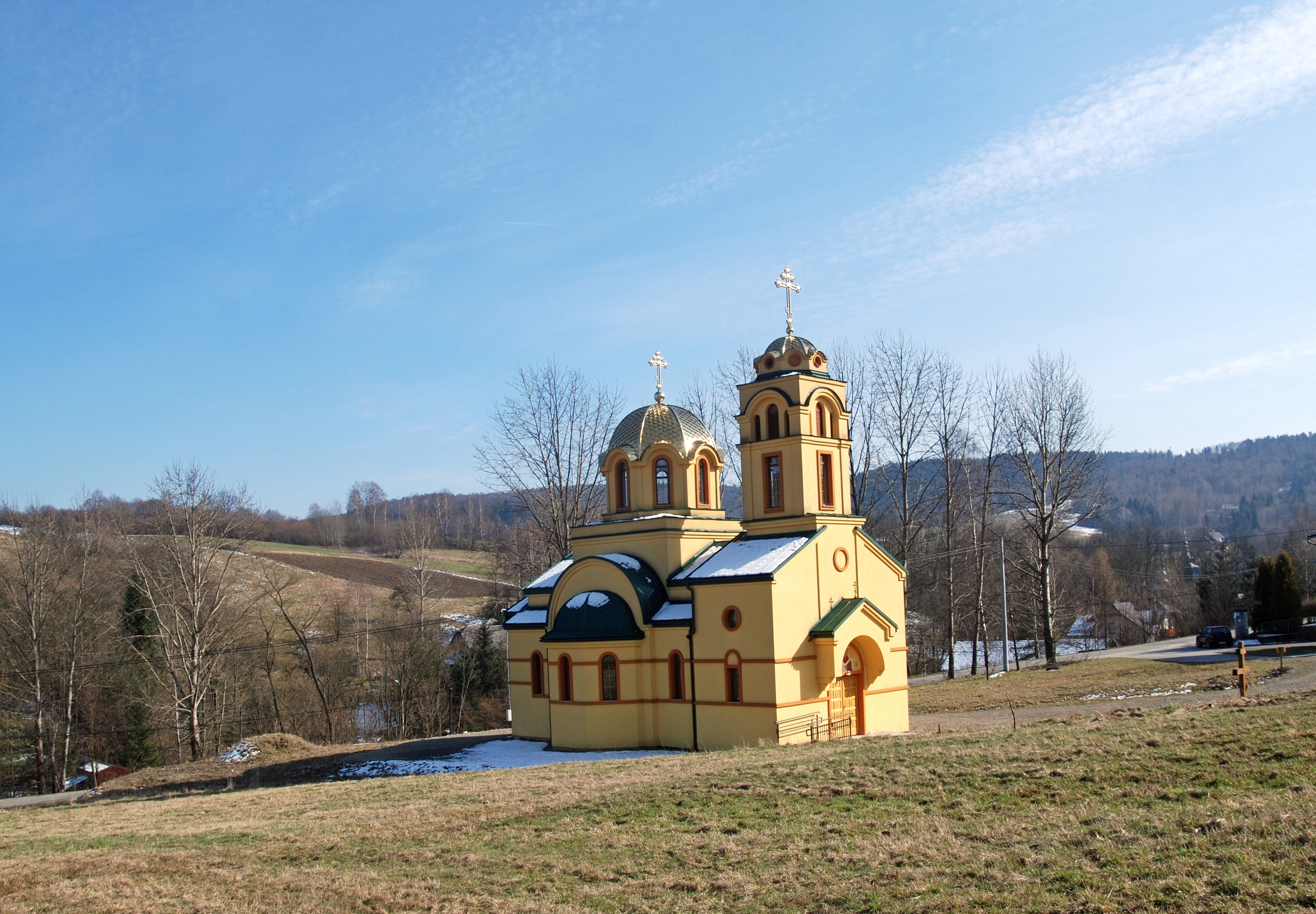
Widok ogólny
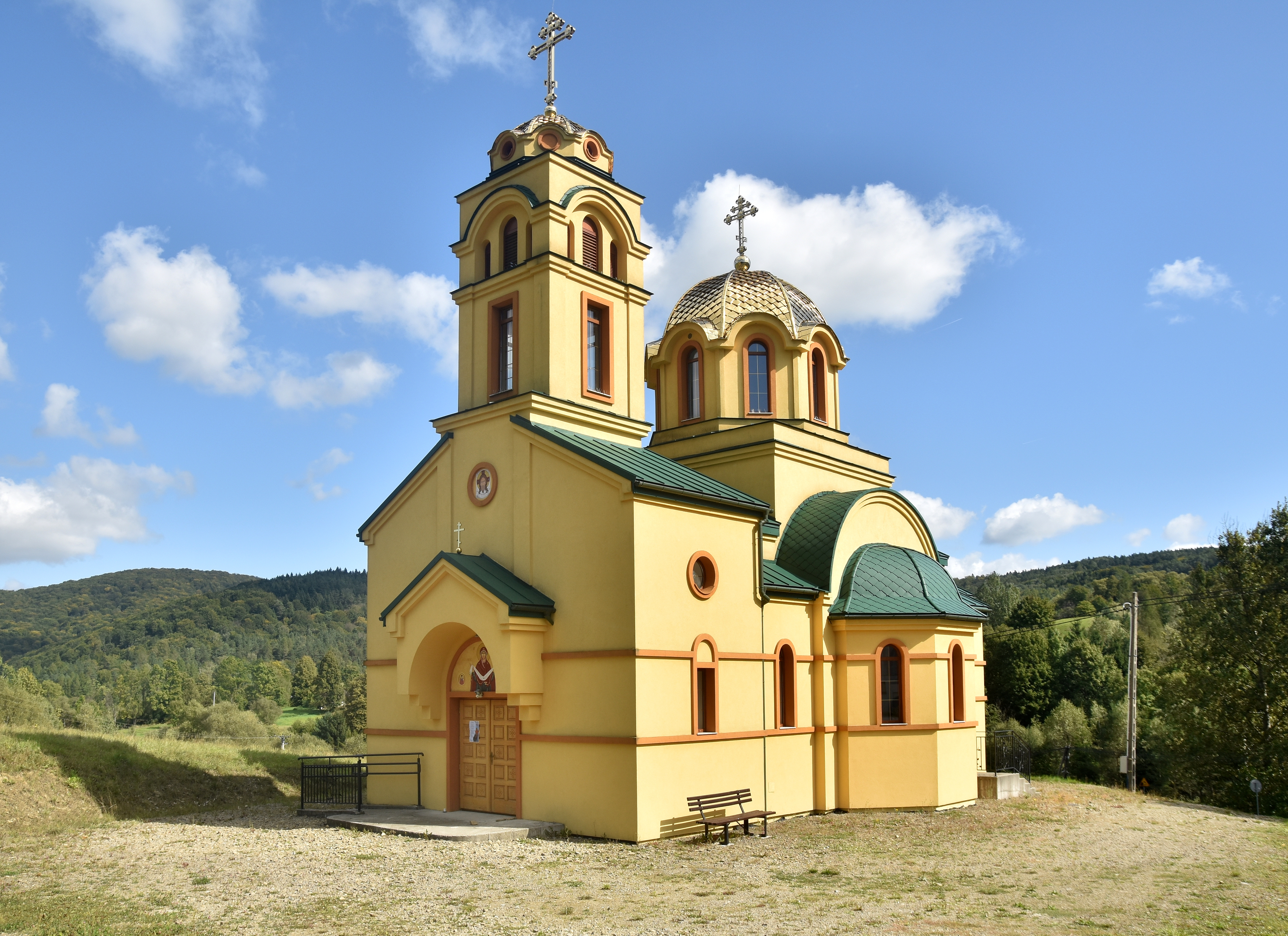
Elewacja frontowa
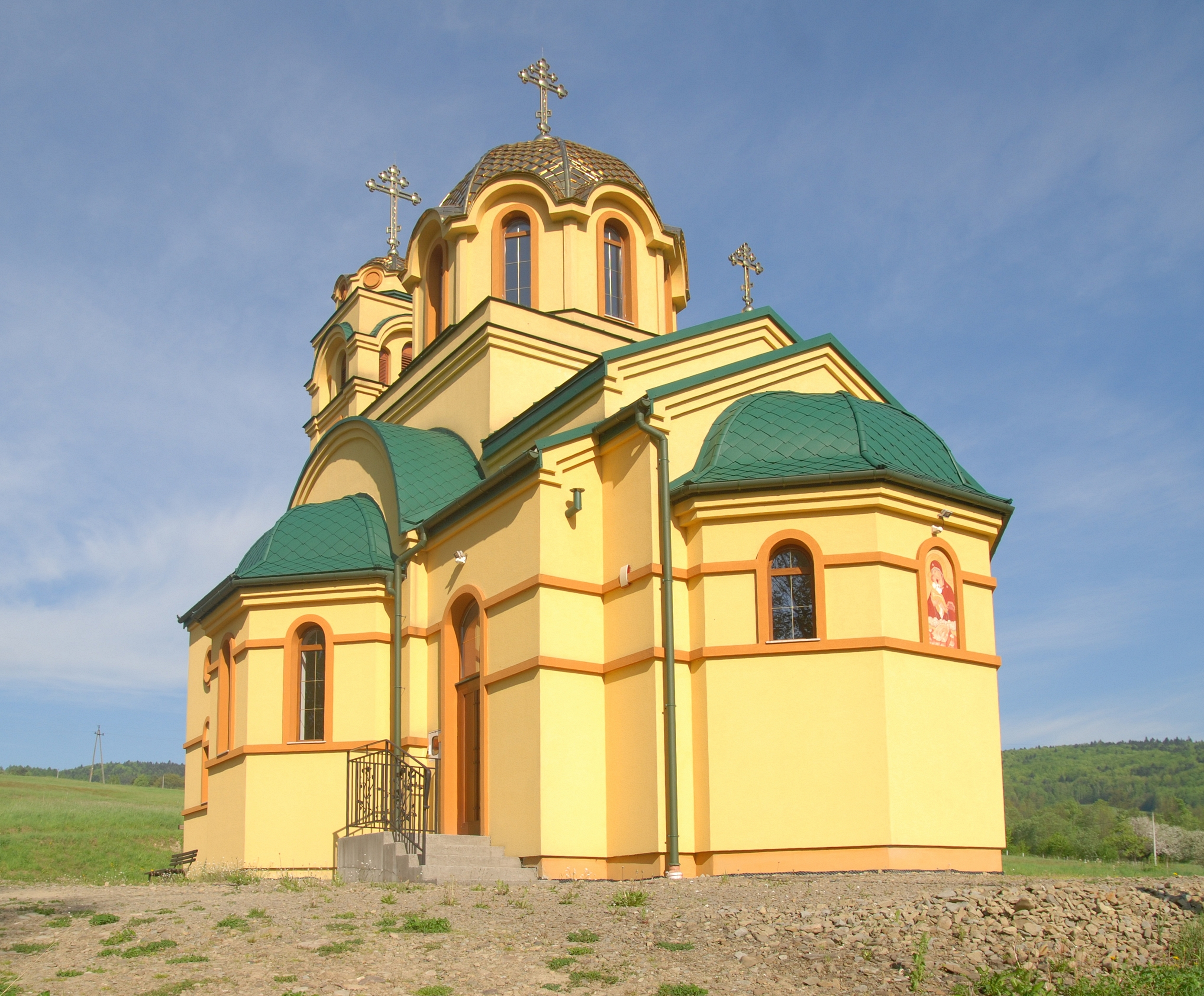
Widok od strony prezbiterium

Cerkiew posiada jeden ołtarz, w którym umieszczono relikwie św. Maksyma Gorlickiego.